# Arnaud Rougier
Arnaud Rougier (ur. 13 stycznia 1981) – francuski narciarz, specjalista narciarstwa dowolnego. Zajął 11. miejsce w halfpipe’ie podczas mistrzostw świata w Ruka. Nigdy nie startował na igrzyskach olimpijskich. Najlepsze wyniki w Pucharze Świata osiągnął w sezonach 2001/2002 i 2002/2003, kiedy to zajmował 7. miejsce w klasyfikacji generalnej.
W 2006 r. zakończył karierę.

## Sukcesy

### Mistrzostwa Świata
| Miejsce | Dzień    | Rok  | Miejscowość | Konkurencja | Zwycięzca         |
| ------- | -------- | ---- | ----------- | ----------- | ----------------- |
| 11.     | 17 marca | 2005 | Ruka        | Halfpipe    | Mathias Wecxsteen |

#### Miejsca w klasyfikacji generalnej
- 2001/2002 – 7.
- 2002/2003 – 7.
- 2003/2004 – 15.
- 2005/2006 – 116.

#### Miejsca na podium
1. Saas-Fee – 22 listopada 2003 (Halfpipe) – 3. miejsce